# Панаєв Федір Миколайович
Федір Миколайович Панаєв ( 22 грудня 1855 — 30 березня 1933) — російський і радянський кліматолог і педагог Російської імперії XIX століття, автор кількох книг із кліматології, один із засновників Пермського зоопарку.
Не белая берёзонька к земле клонится,

Не шёлкова в поле травонька расстилается;

Стелется, расстилается полынь горькая.

Нет тебя, полынушка, горче в поле нет.

Горче тебя, полынушка, служба царская,

Наша солдатская, царя белого Петра первого;

Нам со вечера ружья чистити,

Со полуночи солдатушкам голова чесать,

Голова чесать да кудри пудрити,

Во белом свету солдатушкам во поход идти,

Во поход идти, во строю стоять,

Во строю стоять да по ружью держать.

## Біографія
Федір Миколайович Панаєв народився 22 грудня 1855 року
(за ст. стилем) в селищі Юг Пермської губернії в родині урядника Миколи Варфоломійовича Панаева (нар. 8.12.1818 р, ст. стиль) (дані за церковною метрикою Юговського собору).
Закінчив Пермське повітове училище. Працював учителем, спочатку в Шадрінську, потім — в 1878–1891 рр — в Солікамському парафіяльному училищі. В період роботи в Солікамську вивчав місцевий фольклор, опублікував кілька статей в «Записках Уральського Товариства Аматорів Природознавства». В 1883 році в Єкатеринбурзі була видана його книга « Збірник прислів'їв, приказок, загадок, пісень і билин, зібраних в Солікамському повіті ». З 1891року жив в Пермі. У книзі «Стислий географічний та фізичний нарис міста Солікамська», виданій у 1882 році, на основі вивчення « Солікамського літопису» і архівних матеріалів середини XVIII століття про люті морози у Західній Європі Панаєв зробив висновок про істотну зміну клімату у XVIII–XIX століттях:

Питання про зміну клімату в Уральському краї приймає характер важливого. Бажаючи за можливості стати ближче до його вирішення, ми намагалися збирати відомості від старожилів, які все зводяться до того, що зміна клімату сталася і навіть різка, наприклад, кілька десятків років тому старожили пам'ятають такі люті і тривалі зими, що замерзання на льоту птахів було явищем звичайним. Літній час відрізнявся сильною спекою, а осінь і весна були короткі.
…
Ненормальності пір року з'являються і в теперішній час, але, що стосується таких жахливих морозів, то крім старожилів, їх ніхто не пам'ятає.

З 1881 року Панаєв був завідувачем Пермської метеорологічної станції. Це був обгороджений майданчик в центрі міста, де розташовувалися башточки з апаратурою. Там проводилися вимірювання температури повітря, вологості, атмосферного тиску, швидкості і напряму вітру, опадів. Результати вимірювань відправлялися до головної геофізичної обсерваторії. На основі результатів цих досліджень Панаєв написав кілька книг з кліматології. Кліматичний календар і щоденники спостережень Панаева зберігаються в Пермському обласному краєзнавчому музеї.
Панаєв був одним з авторів «Ілюстрованого путівника по річці Камі і по річці Вишере з Колвою» під редакцією Сюзева Павла Васильовича, виданого в 1911 році в Тіпо-Літографії Пермського Губернського Правління.
У 1922 році зоолог Ушков Сергій Львович і Панаєв заснували в Пермі куточок живої природи, який в 1928 році був перетворений в Пермський зоосад.
Федір Миколайович Панаєв помер 30 березня 1933 року і похований на Єгошихинському кладовищі.